# Grube Atsch

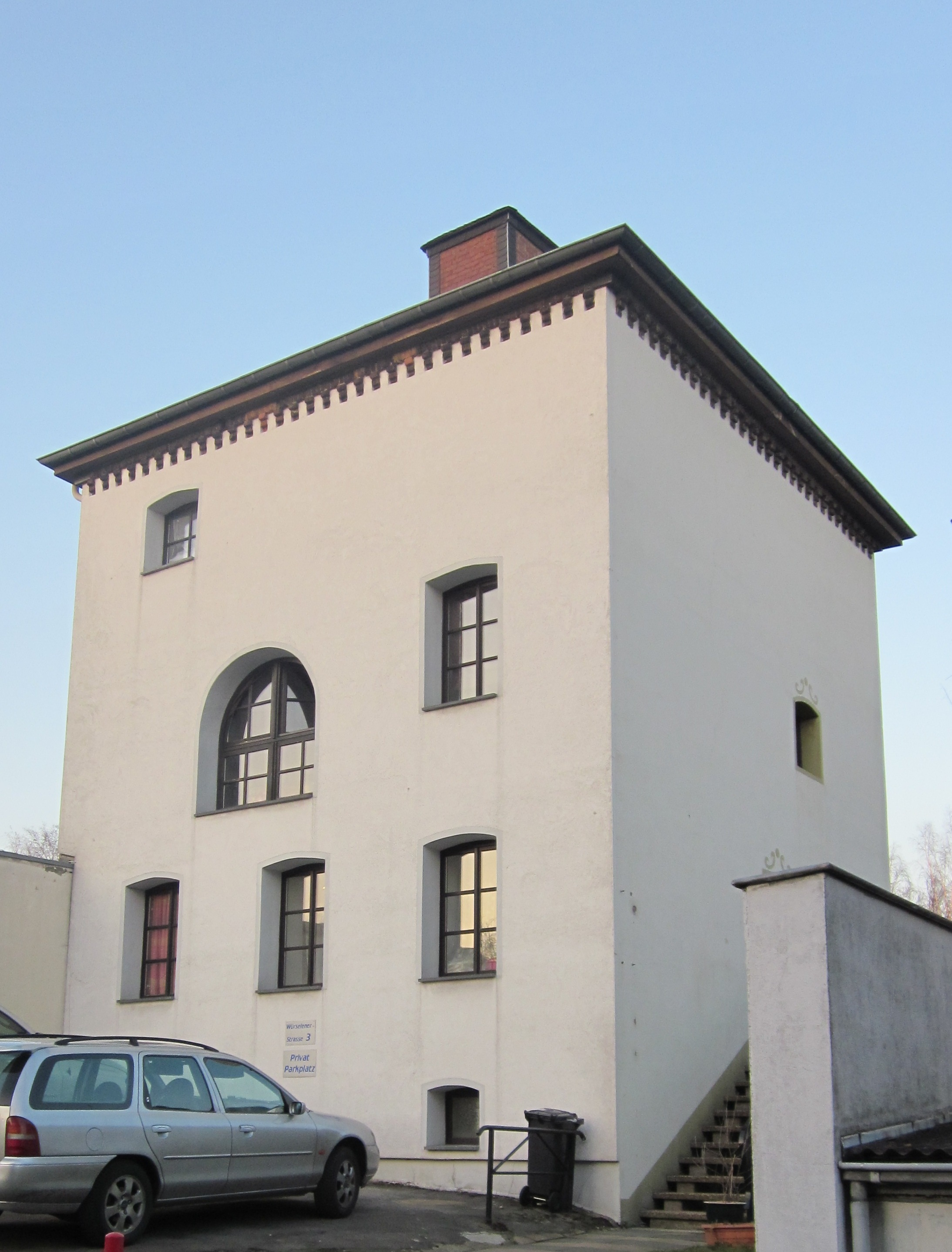
Übrig gebliebener Teil der Gebäude der ehemaligen Grube, heute denkmalgeschütztes Wohnhaus (2011)

Die Grube Atsch ist ein ehemaliges Steinkohlebergwerk im westlichen Teil des Indereviers bei der Ortschaft Atsch an der Grenze zwischen Münsterkohlberg und Eschweiler Kohlberg. Das Gelände liegt heute auf dem Gebiet der Stadt Stolberg (Rhld.) in der Städteregion Aachen in Nordrhein-Westfalen.

## Geschichte
Die hier lagernden Steinkohleflöze wurden seit dem 14. Jahrhundert in Pingen abgebaut. Im 18. Jahrhundert kamen wassergetriebene Pumpwerke zum Einsatz, so dass ein Abbaubetrieb unterhalb des Grundwasserspiegels und unterhalb der Talsohle der Inde möglich wurde. 1738 wurde den so genannten Atscher Gesellen durch Kurfürst Karl Philipp als Herzog von Jülich die Erlaubnis zum Bau einer Vertiefungspumpe erteilt, und bis 1772 erreichte der Abbaubetrieb eine Teufe von rund 40 Metern. Nachdem das zur Wasserhaltung benutzte Kunstgefälle einem anderen Besitzer übertragen wurde, wurde 1784 der Grubenbetrieb eingestellt. Die Wasserkraftanlage diente ab 1810 dem Betrieb der neu errichteten Atscher Mühle.
1800 stellte der Eschweiler Grubenbesitzer und spätere Bürgermeister Carl Englerth einen erfolglosen Konzessionsantrag auf Ausbeutung der Gruben Atsch und Birkengang, jedoch gelang es seiner Ehefrau Christine Englerth bis 1832, 62/72 aller Anteile der Atsch zu erwerben. Mit den restlichen 10/72 des Grobschmieds Johann Rüben, welcher sich als Einziger weigerte zu verkaufen, wurde 1832 eine Société civile (= Gesellschaft des bürgerlichen Rechts) zur Wiederinbetriebnahme der Atsch gegründet.
1834 kam das Atscher Grubenfeld mit einer Größe von 217 Hektar zu der 1833 von Christine Englerth erworbenen, rund 2.500 Hektar großen Konzession auf die Steinkohleablagerungen hinzu. Diese Konzession bezog sich auf die Orte Eschweiler, Frenz, Inden, Lamersdorf, Lucherberg, Nothberg und Weisweiler.
1845 wurde die Grube Atsch – jetzt im Besitz des Eschweiler Bergwerksvereins EBV – mit neuem Förderschacht neu eingerichtet, deren höchste Förderrate jedoch nur 15 % der Gesamtförderleistung des EBV erreichte. Sie erreichte 1860 ihre maximale Teufe von 220 m, förderte 1865 rund 24.000 Tonnen Kohle und wurde 1870 wegen mangelnder bauwürdiger Kohlevorräte aufgegeben.